# Churchill-Klasse
Die Churchill-Klasse war eine Klasse atomgetriebener Jagd-U-Boote der Royal Navy.

## Geschichte
Die Churchill-Klasse ist die verbesserte Version der Valiant-Klasse. Sie ist nach dem ehemaligen britischen Premierminister Winston Churchill benannt. Wie alle Atom-U-Boote konnten sie eine unbegrenzte Zeit tauchen. Das bekannteste Boot der Klasse war die Conqueror, sie nahm am Falklandkrieg teil und versenkte den argentinischen Kreuzer General Belgrano. Die Conqueror wurde 1990 außer Dienst gestellt.

## Einheiten
| Kennung | Name       | Werft                      | Bestellung       | Kiellegung       | Stapellauf        | Indienststellung | Außerdienststellung |
| ------- | ---------- | -------------------------- | ---------------- | ---------------- | ----------------- | ---------------- | ------------------- |
| S46     | Churchill  | Vickers, Barrow-in-Furness | 21. Oktober 1965 | 30. Juni 1967    | 20. Dezember 1968 | 15. Juni 1970    | 28. Februar 1991    |
| S48     | Conqueror  | Cammell Laird, Birkenhead  | 9. August 1966   | 5. Dezember 1967 | 28. August 1969   | 9. November 1971 | 2. August 1990      |
| S50     | Courageous | Vickers, Barrow-in-Furness | 1. März 1967     | 15. Juni 1968    | 7. März 1970      | 16. Oktober 1971 | 10. April 1992      |